# 梅田陽子
梅田 陽子（うめだ ようこ、1978年7月29日 - ）は、セント・フォース所属のアナウンサー。埼玉県川越市出身。西武学園文理高等学校、学習院女子大学国際文化交流学部卒。在学中にミスキャンパスに選ばれる。パールプリンセス99。血液型A型。

## 人物
2009年7月29日、自身の31歳の誕生日に会社員の男性と結婚。
- 好きな馬はサイレンススズカ、ヴァーミリアン、ドリームパスポート。ヴァーミリアンは関係者に画像を送ってもらうほど好きで、自身も競馬場で何回も出走レースを観戦している。
- 特技はピアノで、フルート、エレクトーン、パイプオルガンの演奏もする。現在はパイプオルガンのレッスンを受けている。自身初のピアノのコンサートを開催したり、コンサートMC・司会も多数出演。
- スター混声合唱団に参加。がんに対する知識と理解を広く呼びかけ、コンサートの収益を関連団体に寄付するなど、メンバーは全員ノーギャラ・ボランティアで、さまざまなチャリティ活動を行う。
- 2008年11月30日のジャパンカップでは、優勝したスクリーンヒーロー（単勝では9番人気）を軸にして、馬連7620円（馬連では19番人気）を的中している[要出典]。
- グリーンチャンネルの出演者とは仕事以外でも交流がある。特に、かつて土曜日午前の『中央競馬中継WEST』でコンビを組んでいた小倉勝茂や、同じセント・フォース所属の後輩である青山絵美と仲良くしている。
- 草野仁のスタジオGate Jでは初代アシスタントを務め、草野仁のブログで高い評価を得ている。[1][2]

## 出演

### 現在の担当番組
- 中央競馬中継（グリーンチャンネル、東京・中山パドック担当）
- ワイド!スクランブル（テレビ朝日）
- 太陽生命 presents 草野仁の名医が寄りそう！カラダ若返りTV　(BS朝日)

### 過去の担当番組
- NNNきょうの出来事（日本テレビ系列全国ネット）
- 朝いち!!やじうま（テレビ朝日）
- NHK高校講座・生物（NHK教育テレビ）
- あすの空もよう 土日20:56 - 担当（テレビ朝日）
- はなまるマーケット はなまるアナ（TBS）
- news every. （日本テレビ放送網）
- プロサッカーニュース（フジテレビ739）
- サッカーTVワイド（BSジャパン）
- マーケットウィナーズ（BSジャパン）
- NEWS GyaO（ネットニュース担当）
- 中央競馬中継WEST（グリーンチャンネル）、土曜午前 → 日曜午前担当）
- 中央競馬中継EAST（グリーンチャンネル）、土曜午後担当）
- Odds On TV!（グリーンチャンネル）
  - 「カンニング竹山のGウーマン」
  - 「Gウーマンプレゼンツ　競馬場ナビ」
  - 「おしえて競馬の舞台裏」
- 岡部幸雄のLife　with　Horses（グリーンチャンネル）
- スポーツセンターUSA マンデースペシャル（J SPORTS）
- 草野仁のスタジオGate J.（グリーンチャンネル）
- グリーンチャンネル地方競馬中継（グリーンチャンネル）
- ハザードラボ　地震予測情報
- L4 YOU!（テレビ東京）
- 解決スイッチ（テレビ東京）